# Шенгенско споразумение
Шѐнгенското споразумение е договор между държави от Европа за премахване на граничния контрол на вътрешните граници и за единна визова система.
Подписано е на 14 юни 1985 г. на борда на кораба „Принцеса Мария-Астрид“, в Шенген, Люксембург (град край границата с Франция и Германия) между 5 от тогавашните 10 страни-членки на Европейската общност: Белгия, Западна Германия, Люксембург, Нидерландия, Франция.
Пълното прилагане на шенгенското споразумение започва от юли 1995 г. с премахване на контрола по границите между 6 от подписалите споразумението страни. Целта на споразумението е да премахне граничните контролно-пропускателни пунктове в шенгенското пространство и да съгласува контрола по външните граници.

## Прилагане на споразумението

### Пълно
В Шенгенското споразумение се включват по-късно и други европейски страни, включително и нечленуващи в Европейския съюз. Днес в споразумението участват общо 29 държави: Австрия, Белгия, България, Германия, Гърция, Дания, Естония, Исландия, Испания, Румъния, Италия, Хърватия, Латвия, Лихтенщайн, Литва, Люксембург, Малта, Нидерландия, Норвегия, Полша, Португалия, Словакия, Словения, Унгария, Финландия, Франция, Чехия, Швейцария и Швеция, като образуват т.нар. Шенгенско пространство или Шенгенска зона.
Измежду страните-членки на Шенгенското пространство 3 държави – Исландия, Норвегия и Швейцария, не са членове на ЕС.
Някои части на страните-членки на Шенгенското споразумение са изключени от действието на Споразумението (за пълния списък на тези територии виж Специални територии на Европейския съюз).
От 1 януари 2025 година България и Румъния стават пълноправни членове на Шенгенското пространство.

### Частично
Кипър е подписал Шенгенското споразумение, но не е изпълнил процедурите за пълното му прилагане.

### Градове държави
Ватикана и Сан Марино, които не са членове на ЕС, имат граница само с Италия и нямат граничен контрол, тоест прилагат Шенгенското споразумение, без да членуват в него. Двете държави се готвят за пълно членство в Шенгенското споразумение.
Между Монако – държава, която също не е член на ЕС, и Франция също няма граничен контрол. По споразумение между тях Монако няма собствена гранична полиция и морската му граница се охранява от френската гранична полиция.
Княжество Андора е малка страна в Югозападна Европа и няма излаз на море, която също не е член на ЕС. Тя се намира между Франция и Испания, и няма граничен контрол, тоест де факто прилага Шенгенското споразумение, без да членува в него.

### Други от ЕС
Република Ирландия е решила да остане извън Шенгенската зона, но осъществява сътрудничество в областта на сигурността със страните от шенгенското споразумение.